# Lacurile din jurul Măscurei (sit SPA)
Lacurile din jurul Măscurei este o arie protejată (arie de protecție specială avifaunistică — SPA) din România întinsă pe o suprafață de 1.139 ha, integral pe uscat.

## Localizare
Situl se întinde pe teritoriile administrative ale județelor Bacău (Motoșeni, Răchitoasa) și  Vaslui (Ciocani, Iana, Pogana, Puiești). Centrul sitului Lacurile din jurul Măscurei este situat la coordonatele 46°23′20″N 27°32′23″E / 46.388753°N 27.539814°E.

## Înființare
Situl Lacurile din jurul Măscurei a fost declarat arie de protecție specială avifaunistică (ROSPA0159) în septembrie 2016 pentru a proteja mai multe specii de păsări. Acesta se suprapune în integralitate cu situl de importanță comunitară Lacurile din jurul Măscurei.

## Biodiversitate
Situată în ecoregiunea continentală și stepică a râurilor Tutova  și Zeletin, aria protejată nu include niciun habitat protejat.
La baza desemnării sitului se află 17 specii de păsări protejatela nivel european sau aflate pe lista roșie a IUCN; astfel: pescăruș albastru (Alcedo atthis), stârc roșu (Ardea purpurea), rață roșie (Aythya nyroca), buhai de baltă (Botaurus stellaris), chirighița cu obraz alb (Chlidonias hybridus), barză albă (Ciconia ciconia), erete de stuf (Circus aeruginosus), ciocănitoare de grădină (Dendrocopos syriacus), egretă albă (Egretta alba), egretă mică (Egretta garzetta), cufundar polar (Gavia arctica), cocor mare (Grus grus), piciorong (Himantopus himantopus), sfrâncioc roșiatic (Lanius collurio), sfrânciocul cu frunte neagră (Lanius minor), stârc de noapte (Nycticorax nycticorax) și chiră de baltă (Sterna hirundo).